# Забич (острів, Херсонська область)
Забич — острів у Херсонському районі Херсонської області.

## Географія
Розташований у дельті Дніпра, при впадінні його у Дніпровський лиман, за 13 км від Станіслава і за 25 км від Херсона

## Історія
Раніше входив до складу Білозерського району.